# Armançon
Reka Armançon (francosko: [aʁmɑ̃sɔ̃]) odmaka del severozahodne Burgundije v Franciji. Dolga je 202 km. Izvira pri Meilly-sur-Rouvres v departmaju Côte-d'Or in se izliva v Yonne (desni breg) pri Migennesu. Njen izvir je na približno 380 m nadmorske višine in se izliva v Yonne na višini 79 m. Poplave so lahko precejšnje in precej pogoste.

## Potek
Armançon izvira 2 km severozahodno od Meilly-sur-Rouvres v okrožju Auxois, na robu območja, ki ga predstavlja Pariška kotlina. Teče po zahodnem, strmem pobočju Côte d'Or in na robu reke Morvan. Izvira v spodnjejurskih kamninah, kjer nanje in zgornji trias močno vplivajo graniti in vulkanizem Morvana, severnega podaljška Centralnega masiva.
Zgornjo dolino reke uporabljata Burgundski kanal in avtocesta A6, vendar se oba razideta in reka teče med njima, sama proti majhnemu mestu Semur-en-Auxois. V tem delu toka je reka svojo dolino urezala skozi jurske kamnine do spodaj ležečega granita. Cernant se pridruži tik pod Semurjem.
Blizu Buffona, severozahodno od Montbarda, se kanal ponovno pridruži dolini Brenne, ki jo spremlja železnica Dijon–Pariz (Gare de l'Est). Bornant vstopi z leve nekoliko nižje. Vsi potekajo skozi gozdnato območje na srednjejurski geologiji. Kmalu zatem preidejo v departma Yonne. Blizu meje med departmajema in tik pod Ravièresom reka prehaja v zgornjo juro, kjer se je na dnu doline nabral holocenski aluvij. Vendar pa so zgornjejurske kamnine na voljo za dobavo glinenega elementa za cementarne, ki ležijo med reko in kanalom med Pacy-sur-Armançonom in Lézinnesom. Še vedno v gozdnatem območju, gre mimo majhnega mesta Tonnerre in zelo na kratko skozi departma Aube, ko se izliva na spodnjekredne kamnine, odete v manj gozdnatih območij.
Tik pod Saint-Florentinom jo prečka železnica TGV iz Pariza v Lyon in Avignon. Reka pride v srednji kredi, ko se Créanton pridruži z desne, tik preden se reka in Canal de Bourgogne izlivajo v Yonne pri Migennesu. Mesto leži na relativno brezlesni zgornji kredni kredi.

## Pretok vode
Pretok vode v porečju Armançon je 315 mm/leto, kar je precej podobno povprečju za celotno Francijo (320 mm/leto), vendar bistveno višje od povprečja za celotno porečje Sene (240 mm/leto).

## Zgodovina
Bitka pri Armançonu je bila konjeniški spopad med germansko konjenico Julija Cezarja in Vercingetoriksovo konjenico pozno poleti leta 52 pr. n. št. na reki Armançon med galskim uporom pod Vercingetoriksom. Germanska konjenica, ki jo je najel Cezar, je uspela odriniti galsko konjenico. Da bi se izognil rimskiu obkolitvi, se je Vercingetoriks umaknil 14 km v Alezijo, kjer je Cezar v samo šestih tednih oblikoval 15 km dolg oblegovalni obroč okoli Alezije in zgradil dodaten 21 km dolg obrambni obroč proti napredujočim združenim vojskam (približno 70.000 mož) Galcev. V bitki pri Aleziji, ki je sledila, so Rimljani pridobili prevlado nad Galijo.

## Imena krajev
Reka Armançon je dala svoj hidronim naslednjim devetim občinam: Aisy-sur-Armançon, Argenteuil-sur-Armançon, Brienon-sur-Armançon, Chailly-sur-Armançon, Montigny-sur-Armançon, Nuits-sur-Armançon (neuradno), Pacy-sur-Armançon, Perrigny-sur-Armançon in Saint-Martin-sur-Armançon.

## Plovnost
Ta reka, ki je za ribolov 2. kategorije, je plovna od sotočja z reko Brenne, kar omogoča čudovite izlete s kanujem in kajakom, ki se začnejo v vaseh Cry in Lézinnes. Ker so tokovi počasni in je rečni tok posejan z zapornicami in drugimi objekti, je potrebnih več dni plovbe brez motorja.
Upoštevajte, da vodotok tik dolvodno od Thoisy-le-Désert poteka pod 4,3 km dolgim akvaduktom dovodnega kanala med akumulacijskim jezerom Cercey in zapornico št. 1 Burgundskega kanala.